# Мельников Володимир Володимирович
Володи́мир Володи́мирович Ме́льников (1971-2015) — молодший сержант Збройних сил України, учасник російсько-української війни.

## Короткий життєпис
З кінця квітня 2015-го доброволець, радіотелефоніст відділення розвідки, 1-й розвідувальний взвод, 28-а окрема механізована бригада.
У ніч на 17 червня 2015-го загинув поблизу міста Красногорівка: розвідники потрапили під кулеметний обстріл терористів, відійшли до лісосмуги, де підірвалися на протипіхотній міні. Тоді ж загинув солдат Борис Гено.
Без Володимира лишилися мама, двоє братів. 20 червня 2015-го похований в місті Новий Буг, в останню дорогу містяни проводжали на колінах.

### Нагороди
За особисту мужність і героїзм, виявлені у захисті державного суверенітету та територіальної цілісності України, вірність військовій присязі під час російсько-української війни, відзначений — нагороджений
- 13 серпня 2015 року — орденом «За мужність» III ступеня.

## Вшанування пам'яті
У місті Новий Буг існує вулиця Володимира Мельникова.